# Ente locale (Italia)
Un ente locale, nell'ordinamento giuridico italiano, è un ente pubblico, che può appartenere o meno agli enti territoriali.

## Descrizione
Può essere dotato di un certo grado di autonomia statutaria, normativa, organizzativa, impositiva e finanziaria (ente autonomo). L'aggettivo "locale" è riconducibile all'ambito di competenza dell'ente, una "circoscrizione", che può essere strettamente legato al territorio anche se quest'ultimo può non essere un elemento costitutivo dell'ente (come nel caso degli enti locali non territoriali).
Essi identificano:
- con il significato più generale di ente pubblico la competenza dei cui organi è limitata entro una determinata circoscrizione territoriale e persegue interessi pubblici propri di tale circoscrizione;
- con un significato più specifico, derivato dall'uso che ne fa il legislatore, per riferirsi agli enti locali territoriali diversi dalla regione; in questo senso si parla anche di autonomie locali.[senza fonte]

Gli enti autonomi sono caratterizzati da:
- Decentramento;
- Autonomia (legislativa, amministrativa e impositiva);
- Eventuali poteri attribuiti secondo i principi giuridici di sussidiarietà, differenziazione ed adeguatezza.

## Disciplina normativa
(Art. 114 della Costituzione (dopo la riforma del 2001))
Il territorio nazionale è diviso in Comuni; questi a loro volta sono raggruppati in Province, ulteriormente raggruppate in Regioni. Fa eccezione la Valle d'Aosta, dove la provincia è stata soppressa e la regione è direttamente suddivisa in comuni; formalmente anche la Sicilia ha soppresso le province, sostituendole con altrettante province regionali che hanno natura di liberi consorzi di comuni. Le province di Torino, Milano, Venezia, Genova, Bologna, Firenze, Roma, Bari, Napoli, Palermo, Reggio Calabria, Catania, Messina, Trieste, Cagliari e Sassari sono state sostituite dalle corrispettive città metropolitane, che alle funzioni delle ex province aggiungono alcune funzioni spettanti ai comuni a livello sovracomunale.
Le regioni trovano la loro disciplina nella Costituzione e nei rispettivi statuti che, in armonia con la Costituzione, ne determinano la forma di governo e i principi fondamentali di organizzazione e funzionamento. Le regioni sono dotate di autonomia statutaria, legislativa e regolamentare. Il Friuli-Venezia Giulia, la Sardegna, la Sicilia, il Trentino-Alto Adige e la Valle d'Aosta dispongono di forme e condizioni particolari di autonomia, secondo i rispettivi statuti speciali adottati con legge costituzionale (sono le cosiddette regioni a statuto speciale)
Le città metropolitane, le province e i comuni, sono invece disciplinati dalla Costituzione e, per quanto attiene alla legislazione elettorale, agli organi di governo e alle funzioni fondamentali, dalla legge statale (attualmente il D.lgs. 18 agosto 2000, n. 267, Testo unico delle leggi sull'ordinamento degli enti locali - TUEL), nonché dai rispettivi statuti, che, nell'ambito dei principi fissati dal predetto testo unico, stabiliscono le norme fondamentali dell'organizzazione dell'ente. Tali enti sono dotati di autonomia statutaria e regolamentare. Fanno eccezione le province autonome di Trento e Bolzano che hanno la loro disciplina nello statuto regionale del Trentino-Alto Adige e dispongono di particolare autonomia, anche legislativa.
Da quanto detto emerge la contrapposizione tra le regioni (e le province autonome di Trento e Bolzano), da una parte, e gli altri enti territoriali dall'altra, giacché solo le prime sono dotate di autonomia legislativa. Va peraltro rilevato che anche comuni, province e città metropolitane, pur mancando di autonomia legislativa, dispongono di una rilevante autonomia nel definire il proprio indirizzo politico (cosiddetta autonomia politica), che può quindi divergere da quello dello stato (o della regione); anch'essi, pertanto, come le regioni, appartengono alla categoria degli enti autonomi.

## Caratteristiche

### Organizzazione amministrativa
Tipicamente gli enti locali sono amministrati attraverso organi collegiali quali giunte e consigli con a capo un presidente, tutti eletti democraticamente attraverso elezioni amministrative, che assolvono il potere esecutivo e legislativo a livello di amministrazione locale attraverso deliberazione.

### Obblighi di trasparenza
Il d.lgs 10 agosto 2014, n. 126 recante disposizioni integrative e correttive al D.lgs n. 118 del 23 giugno 2011, ha introdotto, con l'adeguamento dei sistemi informativo-contabili, alcuni puntuali obblighi di pubblicazione dei documenti di programmazione e di rendicontazione degli enti locali al fine di assicurare la più ampia trasparenza degli andamenti finanziari di ciascuna amministrazione e con ciò agevolare la loro conoscibilità, non solo da parte degli operatori, ma anche da parte dei cittadini-utenti-contribuenti, chiamati ad esercitare il controllo diffuso, per affiancare e rafforzare quello esercitato dagli organi di controllo interno ed esterno.

## Classificazione
Secondo la disciplina di settore, basata sul testo unico delle leggi sull'ordinamento degli enti locali, per enti locali si intendono:
- i Comuni;
- le Province;
- le Città metropolitane;
- le Comunità montane;
- le Comunità isolane;
- le Unioni di Comuni.

Non si possono, invece, considerare enti locali le circoscrizioni di decentramento comunale poiché non sono dotate di personalità giuridica e, quindi, non sono enti pubblici ma organi del comune, seppur complessi
e dotati di autonomia. Non sono inoltre enti locali le Regioni, alle quali è attribuita, oltre che la potestà regolamentare, anche la potestà legislativa. Le regioni italiane, così come lo Stato, condividono tuttavia con gli enti locali il carattere di enti territoriali della Repubblica. L'elenco contenuto nell'art. 114 della Costituzione non esaurisce tutti gli enti locali dell'ordinamento italiano; ad essi, infatti, vanno aggiunti quelli non previsti dalla Costituzione ma solo a livello legislativo, quali:
- gli ulteriori enti territoriali elencati nell'art. 2 del D.Lgs. 267/2000 e disciplinati dallo stesso decreto legislativo, ossia le comunità montane, le comunità isolane, le unioni di comuni e i consorzi fra enti territoriali;
- gli enti locali, ma non territoriali, previsti da altre leggi statali, tra i quali si possono annoverare le camere di commercio, industria, artigianato e agricoltura, le aziende sanitarie locali, gli ordini professionali ed altri;
- gli enti locali previsti da leggi regionali.

Con sentenza nr. 50 del 2015, la Corte costituzionale ha chiarito la natura giuridica delle Unioni di Comuni e precisato che non sono "enti locali", ma solamente una "emanazione dei Comuni". «6.2.1. Non è ravvisabile, in primo luogo, la dedotta violazione della competenza regionale con riguardo alle introdotte nuove disposizioni disciplinatrici delle Unioni di Comuni. Tali Unioni − risolvendosi in forme istituzionali di associazione tra Comuni per l’esercizio congiunto di funzioni o servizi di loro competenza e non costituendo, perciò, al di là dell’impropria definizione sub comma 4 dell’art. 1, un ente territoriale ulteriore e diverso rispetto all’ente Comune rientrano, infatti, nell’area di competenza statuale sub art. 117, secondo comma, lettera p), e non sono, di conseguenza, attratte nell’ambito di competenza residuale di cui al quarto comma dello stesso art. 117 ».”